# Våga minnas
Våga minnas är en svensk dokumentärfilm från 2012 i regi av Ewa Cederstam. Filmen skildrar den grova våldtäkt som Cederstam utsattes för 25 år tidigare och handlar även om att leva med minnena efter detta.